# Suci
De Suci (Oudgrieks: Σοῦκοι of Σύκοι, Sukoi) waren een Dacische stam die in het huidige Oltenië leefden. Hun belangrijkste vesting was Sucidava bij het huidige Corabia op de noordelijke oever van de Donau. Sucidava was het politieke en economische centrum van de Suci, en uit vondsten van munten en amfora's blijkt dat de Suci handelscontacten hadden met zowel de Griekse wereld als het Romeinse Rijk.
Tijdens de Dacische Oorlogen werd Sucidava bezet door de Romeinen, die de citadel verwoestten en een nieuwe stad bouwden. Sucidava werd de hoofdplaats van het territorium Sucidavense.